# Ryan Coogler
Ryan Kyle Coogler (født 23. maj 1986 i Oakland, Californien, USA) er en amerikansk filminstruktør, manuskriftforfatter og producer. Ryan Cooglers første film var Fruitvale Station, som er en film baseret på Mordet på Oscar Grant. Filmen blev anerkendt af filmgængere og kritikere. I filmen var Michael B. Jordan hovedpersonen, og Michael B. Jordan og Ryan Coogler har siden samarbejdet i Ryan Cooglers næste to film; Creed og Black Panther. Creed er den syvende film i Rocky Balboa-filmserien og Black Panther er en af de mest indbringende superheltefilm nogensinde.

## Filmografi
- Black Panther: Wakanda Forever (2022)
- Black Panther (2018)
- Creed (2015)
- Fruitvale Station (2013)

## Eksterne Henvisninger
- Ryan Coogler på Internet Movie Database (engelsk)
- Ryan Coogler på Filmdatabasen
- Ryan Coogler på Scope
- Ryan Coogler på Svensk Filmdatabas (svensk)
- Ryan Coogler på AlloCiné (fransk)
- Ryan Coogler på AllMovie (engelsk)
- Ryan Coogler på The Movie Database (engelsk)